# Пако Пеня
 Тази статия е за испанския китарист.  За футболиста вижте Пако Пеня (футболист).  
Пако Пеня (на испански: Paco Peña) е испански китарист, смятан за един от най-значимите изпълнители на фламенко.
Той е роден на 1 юни 1942 година в Кордоба. Започва професионалната си кариера от ранна възраст, в средата на 50-те години, участвайки в различни фламенко трупи. В края на 60-те години се установява в Лондон и започва да работи самостоятелно, като изиграва важна роля за популяризирането на фламенко музиката по света.